# Gregory J. Harbaugh
Gregory Jordan Harbaugh (* 15. April 1956 in Cleveland, Ohio) ist ein ehemaliger US-amerikanischer Astronaut.
Harbaugh erhielt 1978 einen Bachelor in Luft- und Raumfahrttechnik von der Purdue University und 1986 einen Master in Physical Science von der University of Houston-Clear Lake.

## Astronautentätigkeit
1978 kam Harbaugh als Ingenieur zur NASA. Im Johnson Space Center unterstützte er die meisten Shuttle-Missionen von STS-1 bis STS-51-L. Im Juni 1987 wurde er von der NASA als Astronautenanwärter ausgewählt.
Von 1997 bis zu seinem Ausscheiden aus der NASA im März 2001 arbeitete Harbaugh im Projektbüro für Außenbordeinsätze.

### STS-39
Am 28. April 1991 startete Harbaugh als Missionsspezialist mit der Raumfähre Discovery ins All. STS-39 war die erste nicht-geheime Shuttle Mission des US-Verteidigungsministeriums. Bei dieser Mission wurde lediglich das MPEC-Experiment als geheim eingestuft. Des Weiteren wurden die südlichen Polarlichter untersucht, verschiedene Experimente durchgeführt und mehrere kleine Satelliten ausgesetzt.

### STS-54

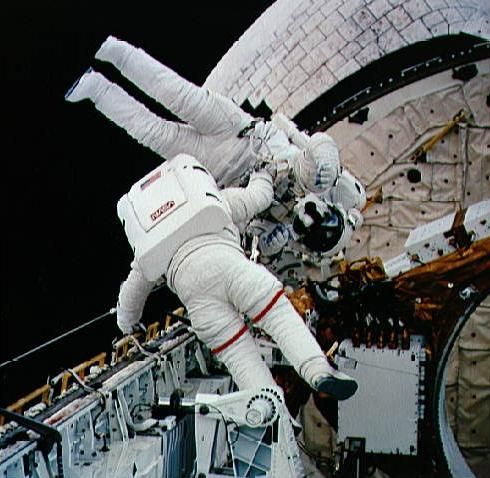
Harbaugh (unten) und Runco (oben) bei einer EVA während STS-54

Mit der Raumfähre Endeavour startete Harbaugh als Missionsspezialist am 13. Januar 1993 zur Mission STS-54. Hauptziele dieser Mission waren das Aussetzen des 200 Millionen Dollar teuren Tracking and Data Relay Satellite (TDRS-F) und Versuche zur Röntgenastronomie mit dem Diffuse X-ray Spectrometer (DXS).

### STS-61
Harbaugh war in der Ersatzmannschaft für die Mission STS-61 der Raumfähre Endeavour. Dieser Flug, der am 2. Dezember 1993 begann, war die erste Reparaturmission des Hubble-Weltraumteleskops (HST).

### STS-71
Am 27. Juni 1995 flog Harbaugh als Missionsspezialist mit der Raumfähre Atlantis zur 100. Mission eines bemannten Raumfahrzeugs der USA. Hauptaufgaben war die erste Kopplung während des dritten Fluges innerhalb des Shuttle-Mir-Programms zwischen der Raumfähre Atlantis und der Raumstation Mir. Außerdem wurden im Spacelab-Modul verschiedene medizinische Experimente zur Erforschung der Auswirkung der Schwerelosigkeit auf das Gefäßsystem, Knochen und die Lunge des Menschen durchgeführt.

### STS-82
Mit der Raumfähre Discovery flog Harbaugh am 11. Februar 1997 zur zweiten Wartungsmission für das Hubble-Weltraumteleskop (HST). Harbaugh war an zwei der insgesamt fünf Weltraumausstiege (EVA) beteiligt, während derer das Teleskop repariert wurde. Neben einem Bandrekorder, der durch einen Kernspeicher ersetzt wurde, erhielt das HST die Infrarotkamera NICMOS und das Spektroskop STIS. Dafür wurden zwei Spektrografen ausgebaut.

## Privates
Gregory Harbaugh ist verheiratet und hat drei Kinder.